# Masud I de Gazni
Masud I de Gazni (persa: مسعود غزنوی), conocido como Amīr-i Shahīd (persa:امیر شهید; "el rey mártir") (998 – 17 de enero de 1040), fue un sultán del Imperio gaznávida de 1030 a 1040. Ascendió al poder arrebatándole el trono gaznávida a su hermano gemelo más joven Muhammad, que había sido designado heredero tras la muerte de su padre Mahmud de Gazni. Su gemelo fue prontamente cegado y encarcelado. Sin embargo, cuando gran parte de los dominios occidentales de Masud fueron perdidos, sus tropas se rebelaron contra él y reinstauraron a Muhammad en el trono.

## Biografía

### Campañas
Masud nació junto con su hermano gemelo Muhammad en 998 en la capital gaznávida de Gazni. En 1015, Masud fue nombrado heredero del Imperio gaznávida por su padre, y también fue nombrado gobernador de Herat. Cinco, años más tarde, dirigió una expedición a Gaur, que todavía era un enclave pagano. Masud, más tarde participó en las campañas de su padre en Jibal, donde lograron anexar la Emirato búyida de Rayy que estaba entonces bajo el dominio de Mayd al-Daula.
Después de que el padre de Masud abandonase la región, Masud estuvo a cargo de las operaciones gaznávidas en el oeste de Irán; continuó sus campañas más al oeste, donde logró derrotar al gobernante kakúyida Muhammad ibn Rustam Dushmanziyar, que firmó un tratado donde acordaba reconocer la autoridad de los gaznávidas.
Sin embargo, Muhammad violó repetidamente el tratado y en 1030 arrebató a Rayy de los gaznávidas. Durante el mismo período, Mahmud, debido a sus malas relaciones con Masud, cambió de opinión y nombró a Muhammad como su heredero, que tenía mucha menos experiencia en asuntos gubernamentales y militares que Masud. Mahmud murió poco después y fue sucedido por Muhammad.

### Lucha por el trono

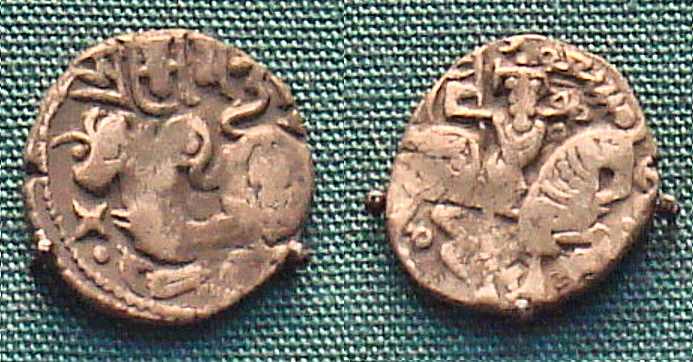
Acuñación de Masud I de Gazni, derivada de diseños de los hindushájidas, con el nombre de Masud (مسعود) alrededor de la cabeza del jinete.

El problema era que su tío Yusuf ibn Sabuktigin y el ejército gaznávida, incluyendo oficiales destacados como Ali Daya, estaban a favor de Masud, cuyas campañas militares le habían valido una gran reputación. A Masud también se le unió su antiguo asistente, Abu Sahl Zauzani, quien en palabras del historiador Yusofi, "se convirtió en una especie de visir y aumentó en prestigio e influencia. También se volvió temido, ya que ejerció su inclinación hacia la venganza, el despecho y la intriga."
Además, para fortalecer aún más su ejército, Masud reclutó a un grupo de turcomanos encabezados por sus jefes Yaghmur, Qizil, Bogha y Goktash.

### Consolidación del imperio y guerra con los karajánidas

Mapa de Jurasán, Transoxiana y Tojaristán.

Masud marchó hacia Gazni, donde derrotó a su hermano y lo hizo encarcelar, mientras se coronaba a sí mismo como el nuevo sultán del Imperio gaznávida. Masud liberó enseguida al estadista caído en desgracia Ahmad Maymandi de la prisión y lo nombró su visir. También nombró a Ali Daya comandante en jefe del ejército de Jorasán, mientras que otro general llamado Ahmad Inaltigin fue designado comandante en jefe del ejército en India.
Aunque Masud fue un gran líder militar, no hizo caso de los consejos de sus oficiales, lo que más tarde resultaría en un desastre durante su reinado. También sospechó de la posible traición de la mayoría de los oficiales de su padre, e incluso hizo encarcelar a su propio tío Yusuf y al poderoso estadista Ali ibn Il-Arslan. En 1032, Ahmad Maymandi murió y fue sucedido por Ahmad Shirazi como visir de Masud. Algún tiempo después, un gobernador de Masud y gobernante de facto de Corasmia, Altun Tash, fue enviado a invadir los dominios del gobernante karajánida Ali Tigin Bughra Khan, pero fue asesinado en Dabusiyya, una ciudad cerca de Samarcanda. Luego fue sucedido por su hijo Harun.

### Guerra en el oeste de Irán y enfrentamiento con los nómadas túrquicos
En 1033, Masud capturó la fortaleza de Sarsut y poco después invadió Kerman, que entonces estaba bajo el dominio del gobernante búyida Abu Kalijar. Masud pronto logró conquistar la región, pero los habitantes de Kerman, que preferían el gobierno búyida, se unieron a Abu Kalijar y, bajo su visir Bahram ibn Mafinna, reconquistaron Kerman. Durante el mismo período, Ahmad Inaltigin se rebeló y derrotó a un ejército enviado por Masud, quien pronto envió otro ejército bajo el mando de un estadista indio llamado Tilak. Este último logró derrotar a Ahmad Inaltigin, quien se ahogó mientras intentaba escapar. En 1033, Masud se casó con la hija del pariente ziyárida Anushirvan Sharaf al-Maali, Abu Kalijar, el verdadero gobernante del estado ziyárida. El mismo año, para mantener el control sobre su poco confiable vasallo, el gobernante kakúyida Muhammad, Masud I nombró a Abu Sahl Hamduwi como gobernador de Jibal.
En 1034, Harun declaró su independencia de los gaznávidas y se alió con el gobernante karajánida Ali Tigin. Masud, sin embargo, logró que Harun fuera asesinado y Ali Tigin murió poco después. Harun fue sucedido por su hermano Ismail Jandan, que mantuvo la alianza con los karajánidas. Mientras tanto, los turcos selyúcidas, bajo el liderazgo de Tughril, pidieron asilo a Masud. Masud, sin embargo, consideró que los nómadas túrquicos eran peligrosos y envió un ejército al mando de Begtoghdi, el comandante en jefe, recién nombrado, de Jorasán. El ejército fue derrotado por los selyúcidas, quienes obligaron a Masud a ceder Nasa, Farava y Dihistán a cambio del reconocimiento selyúcida de la autoridad de los gaznávidas. En 1034, Masud marchó con un ejército a Amul para cobrar el tributo, saqueandola durante cuatro días y luego quemándola hasta los cimientos.

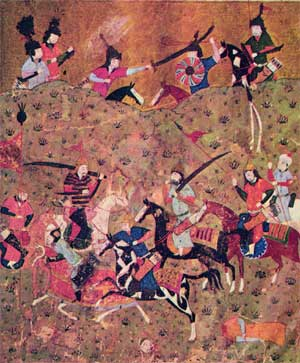
Representación de la batalla de Dandanaqan.

En 1035, Masud I lanzó otra invasión al oeste de Irán, donde derrotó al rebelde Abu Kalijar. Luego marchó hacia Jibal, donde una vez más derrotó al gobernante kakúyida Muhammad, que huyó hacia los búyidas de Ahvaz, y luego al noroeste de Irán, donde formó un ejército turcomano. En 1037-1038, mientras Masud estaba en campaña en la India, Muhammad volvió a ocupar Rayy. Mientras tanto, otro gobernante karajánida llamado Böritigin invadió los territorios gaznávidas y saqueó Juttal y Vajsh. También logró conquistar Chaghaniyan y expulsar a la dinastía local Muhtajid de la región.

### Guerra con los selyúcidas y caída
Los selyúcidas habían comenzado a someter gradualmente las ciudades de Jorasán, y cuando capturaron Nishapur, Tughril se autoproclamó gobernante de Jorasán. Masud, después de haber regresado a Jorasán, trató de reconquistar Chaghaniyan pero fue derrotado por Böritigin. Sin embargo, expulsó a los selyúcidas de Herat y Nishapur. Pronto marchó hacia Merv para eliminar por completo la amenaza selyúcida de Jorasán. Su ejército incluía 50.000 hombres y 60 o 12 elefantes de guerra. Lo acompañaron su visir Ahmad Shirazi, su secretario jefe Abu Sahl Zauzani, sus generales Ali Daya, Begtoghdi y Subashi, y Abd al-Razzaq Maymandi, el hijo de Ahmad Maymandi.
Poco tiempo después tuvo lugar una batalla cerca de Merv, conocida como la batalla de Dandanaqan, donde el ejército de Masud fue ampliamente derrotado por un ejército mucho más pequeño, al mando de Tughril, su hermano Chaghri Beg y el príncipe kakúyida Faramurz. Masud perdió así, permanentemente, el control de todo el oeste de Jorasán. Aunque Masud logró conservar su capital Gazni, decidió abandonar la ciudad y establecer una capital en la India. Masud, que culpó a Ali Daya y otros generales por la desastrosa derrota gaznávida cerca de Merv, los hizo encarcelar en India. Sin embargo, el ejército de Masud, aunque solía tenerlo en alta estima, se rebeló contra él y reinstaló en el trono a su hermano Muhammad.

### Muerte y consecuencias
Muhammad hizo encarcelar a Masud en Giri, donde fue asesinado por orden de Muhammad o del hijo de Muhammad, Ahmed. Masud tuvo un hijo llamado Maudud, que luego vengaría a su padre al matar a Muhammad, y se coronaría a sí mismo como el nuevo gobernante del Imperio gaznávida. También tuvo otros hijos llamados Said, Izad-yar, Mardan-shah, Majdud, Ibrahim, Ali y Farruj-Zad. Los últimos tres hijos también gobernaron el Imperio gaznávida en períodos posteriores.